# برانيات العيش
برانيات العيش (الاسم العلمي: Blattellidae) (سابقًا Blattellidae)، فصيلة حشرات من رتبة الصرصوريات تحتوي هذه الفصيلة على العديد من صراصير الآفات المنزلية الأصغر حجمًا، من بين آخرين. يطلق عليهم أحيانًا اسم صراصير الخشب. تشمل بعض الأنواع البارزة وهي مايلي:
- Asian cockroach Blattella asahinai
- Brown-banded cockroach Supella longipalpa
- European native cockroaches - genera including براني العيش، Capraiellus, Phyllodromica و Planuncus
- Fulvous wood cockroach Parcoblatta fulvescens
- German cockroach صرصور ألماني
- Pennsylvania woods cockroach Parcoblatta pennsylvanica
- Small yellow cockroach Cariblatta lutea
- Virginia wood cockroach Parcoblatta virginica